# Giovanni Luigi Pavarino
Giovanni Luigi Pavarino est un naturaliste italien, né le 27 décembre 1867 à Turin et mort le 3 novembre 1937 dans cette même ville.
Après des études de chimie, il enseigne les sciences naturelles et la chimie à l’école normale d’Aoste en 1896. Il part ensuite enseigner à Bobbio, près de Pavie puis à Turin.

## Source
- André Charpin et Gérard-Guy Aymonin (2004), Bibliographie sélective des Flores de France. V. Notices biographiques sur les auteurs cités : P-Z et compléments. Le Journal de Botanique de la Société botanique de France, 27 : 47-87.

Pavar. est l’abréviation botanique standard de Giovanni Luigi Pavarino.
Consulter la liste des abréviations d'auteur en botanique ou la liste des plantes assignées à cet auteur par l'IPNI, la liste des champignons assignés par MycoBank, la liste des algues assignées par l'AlgaeBase et la liste des fossiles assignés à cet auteur par l'IFPNI.